# Ковнацкая, Габриела
Габриела Анна Ковнацкая (пол. Gabriela Anna Kownacka) — польская актриса театра и кино, также актриса озвучивания.

## Биография
Габриела Ковнацкая родилась 25 мая 1952 года во Вроцлаве. В 1975 г. окончила Государственную высшую театральную школу (теперь Театральная академия им. А. Зельверовича) в Варшаве. Играла в варшавских театрах: «Квадрат» (1975—1978), «Вспульчесны» (1978—1984), «Студио» (1984—1999). С 1999 г. актриса варшавского Национального театра. Умерла от рака молочной железы 30 ноября 2010 года в Варшаве, похоронена на лютеранском кладбище Варшавы.

## Фильмография
актриса
- 1972 — Свадьба / Wesele — Зося
- 1976 — Прокажённая / Trędowata  — Рита Шилинжанка
- 1977 — Мадам Бовари это я / Pani Bovary to ja — соседка
- 1977 — Шарада / Szarada — Ева
- 1978 — Хэлло, Шпицбрудка / Hallo Szpicbródka — Анита
- 1980 — Записки молодого варшавянина / Urodziny młodego warszawiaka — Ядзька, жена Станислава Белецкого
- 1980 — Скрытый в солнце / Ukryty w słońcu — Иоанна
- 1980 — Потому что я помешался для неё / Bo oszalałem dla niej — Сильвия
- 1986 — Га, га. Слава героям / Ga, Ga. Chwala bohaterom — блондинка из компьютера
- 1986 — Хроника любовных происшествий / Kronika wypadków milosnych — Олимпия
- 1988 — Хануссен / Hanussen — жена шефа пропаганды
- 1989 — Капитал, или Как сделать деньги в Польше / Kapitał, czyli jak zrobić pieniądze w Polsce — Барбара Новосад
- 1989 — Возвращение Арсена Люпена / Le Retour d'Arsène Lupin (Франция)
- 1993 — Новые приключения Арсена Люпена / Les Nouveaux Exploits d'Arsène Lupin (Франция)
- 1997 — Дети и рыбы / Dzieci i ryby
- 1999 — Баловень удачи / Fuks — мать Алекса
- 1999 — Киллер 2 / Kilerów 2-óch — жена президента
- 1999—2009 В добре и в зле / Na dobre i na złe — Лидия Корнецкая
- 2003 — Скажи, Габи / Powiedz to, Gabi — актриса
- 2007 — Две стороны медали / Dwie strony medalu — Иоланта Высоцкая, жена Януша

польский дубляж
- Артур и минипуты / Arthur and the Invisibles
- Особняк с привидениями / The Haunted Mansion
- Я, Клавдий / I, Claudius

## Признание
- Золотой Крест Заслуги (2005)